# Onze-Lieve-Vrouw-van-Lourdescollege
Het Onze-Lieve-Vrouw-van-Lourdescollege Edegem (OLVE) is een katholieke middelbare school in Edegem. Ze behoort tot het vrij onderwijs, meer bepaald de bisschoppelijke tak van het katholieke onderwijs (in tegenstelling tot het onderwijs dat door een bepaalde orde of congregatie wordt ingericht).

## Geschiedenis
Haar naam is ontleend aan de nabijgelegen Lourdesgrot en basiliek van Edegem. De oorspronkelijke vestiging, in 2022 nog steeds de hoofdzetel, ligt aan de Rombaut Keldermansstraat. Directeur Gustaaf Lemmens begon er in 1960 met 92 leerlingen. De aanvankelijke infrastructuur bestond uit vier prefab-noodklassen zonder toiletten, leraarslokaal of overdekte gymzaal. De school groeide onverwacht snel; ook na de bouw van degelijke, bakstenen lokalen bleven de noodklassen nog meer dan 20 jaar in gebruik. In 1974 waren er 658 leerlingen in de volledige oude en moderne humaniora, naast bijna 800 leerlingen in de drie lagere afdelingen R. Keldermansstraat, Prins Boudewijnlaan en Drie Eikenstraat. Tot de veralgemening van het gemengd katholiek onderwijs in Vlaanderen begin jaren 1990 was OLVE een jongensschool.

## Structuur
Administratief is OLVE sinds zijn oprichting uitgebreid met een vijftal basisscholen en twee kleuterscholen. Een van de kleuterscholen en een deel van de middelbare leergangen bevinden zich op het grondgebied van buurgemeente Mortsel. OLVE behoort tot de scholengemeenschap KORBEM (Katholiek Onderwijs Regio Boechout-Edegem-Mortsel), samen met OLVE2 (Mortsel), Sint-Gabriëlcollege (Boechout), Sint-Jozefsinstituut  (Borsbeek). 

## Aanbod
Het onderwijsaanbod van OLVE zelf heeft zich steeds geconcentreerd op algemeen secundair onderwijs: klassieke en moderne talen, wiskunde, wetenschappen, economie, humane wetenschappen.
De belangrijkste buitenschoolse activiteit is sport. De sportclub S.C. OLVE werd opgericht in 1969. Haar eerste voetbalploeg speelt in de ere-afdeling van de amateurliga Koninklijke Vlaamse Voetbalbond. De badmintonclub is al vier jaar op rij (2006, 2007, 2008 en 2009) de sterkste deelnemer van het jeugdcircuit van de Provinciale Badmintonraad Antwerpen. Met 360 leden, waarvan 160 jeugdspelers, is het tevens de grootste club van het land. 
Vanaf 1967 en in de jaren zeventig trad een schoolorkest op onder de naam Meikevers. In 1993 werd opnieuw een schoolorkest, het OLVE-orkest, opgericht dat tot nu, sinds 2008 onder de naam Perusica, actief bleef.
In de vakanties worden vaak buitenlandse reizen georganiseerd. De Oostenrijkse zomeruitstapjes van de Meikevers werden vanaf 1978 uitgebreid tot skivakanties voor alle geïnteresseerde leerlingen; Rome- of Griekenlandreizen tijdens de paasvakantie sinds de jaren 1970 werden later afgewisseld met bestemmingen als Londen/Canterbury, Parijs of Moskou/Leningrad. Vanaf 2018 wisselt de bestemming van de eindejaarsreis voor de leerlingen van het zesde middelbaar telkens af tussen Italië en Spanje.

## Godsdienst
De katholieke godsdienst is altijd een belangrijk onderdeel geweest van het opvoedingsproject van OLVE. De eerste twee directeurs Gustaaf Lemmens en Armand Reinquin en verschillende leraars waren priesters. Eucharistievieringen en andere godsdienstige activiteiten tijdens en buiten de normale lesuren geven concrete vorm aan het spirituele aspect van de opleiding. Op dit moment (2010) wordt de pastorale werking gecoördineerd door de pastorale raad.

## Alumni
Tot de bekendere OLVE-alumni horen podiumartiest Wim Helsen, acteur-regisseur-schrijver Michael De Cock, acteur Dimitri Leue, acteur Dirk Roofthooft, pianist Nikolaas Kende, media-presentator Michel Follet, voormalig voorzitter van de CD&V-fractie in het Vlaams Parlement Ludwig Caluwé, N-VA-partijvoorzitter Bart De Wever, regisseur Hans Herbots, wielrenner Serge Pauwels en econoom Peter De Keyzer. Schrijver van Franse romans Pascal de Duve begon er zijn schoolloopbaan, maar trok later naar het Antwerpse Jezuïetencollege.